# Hello To The World
「Hello To The World」（ハロー・トゥ・ザ・ワールド）は、家入レオの楽曲。彼女の11枚目のシングルとして2016年2月17日にColourful Records（JVCケンウッド・ビクターエンタテインメント）からリリースされた。

## 解説
サウンドプロデュースに多保孝一（元Superfly）を迎えて制作されたアッパーロックチューン。家入は同曲について、「これからもっともっと自分で新しい世界を切り開いていくんだ、という想いを歌詞に込め、私自身のこれからを知るための曲でもあります」「前に向かう強さを楽しく開放的に歌っているので、スカッとした気分になってもらえると嬉しいです」と話している。
MVは、3人の女子高生が退屈な日々に別れを告げる姿を描いたストーリー仕立ての作品となっている。撮影は静岡県内の高等学校で2015年末に行われ、同校の生徒たちもエキストラ出演している。当日には、生徒たちの撮影が終わるタイミングで家入本人がサプライズで登場し、全員と握手する一幕もあった。
カップリング曲には、NHK『みんなのうた』2016年2月・3月放送曲の「オバケのなみだ」と、前作「君がくれた夏」のピアノアレンジバージョンが収録される。家入は「オバケのなみだ」について、「人は誰でも純粋な子供だった時代があります。その時にしか聞き取れない世界の声、見ることの出来ない世界の色、そういうキラキラした破片がこの曲には閉じ込められています」と話している。同曲には、家入の幼少時の映像を用いたトレーラームービーが制作され、ネット限定で公開されている。
CDシングルは初回限定盤A・Bおよび通常盤の3種類がリリースされた。初回限定盤Aにはタイトル曲のMVおよびメイキング画像を収録したDVDが付属。初回限定盤Bは2CD仕様となり、2枚目のCDにはトリーネ・レイン「Just Missed the Train」およびシンディ・ローパー「Time After Time」のカバーが収録される。家入によるスタジオ音源の洋楽カバーは初。また通常盤には、ボーナストラックとして「オバケのなみだ」のTVサイズバージョンが収録されている。

## 収録曲
| #  | タイトル                                                                               | 作詞               | 作曲               | 編曲         | 時間 |
| -- | -------------------------------------------------------------------------------------- | ------------------ | ------------------ | ------------ | ---- |
| 1. | 「Hello To The World」(TBS系音楽番組『COUNT DOWN TV』2016年2月・3月オープニングテーマ) | 家入レオ・多保孝一 | 家入レオ・多保孝一 | 多保孝一     | 3:52 |
| 2. | 「オバケのなみだ」(NHK『みんなのうた』2016年2月・3月放送曲)                            | 家入レオ・西尾芳彦 | 西尾芳彦           | 三輪コウダイ | 4:50 |
| 3. | 「君がくれた夏 (Piano Version)」                                                       | 家入レオ           | 西尾芳彦           | 佐藤希久生   | 4:07 |
| 4. | 「オバケのなみだ (TV Version)」(通常盤のみ)                                            |                    |                    |              | 2:29 |
| 5. | 「Hello To The World ＜Instrumental＞」                                                |                    |                    |              | 3:49 |
| 6. | 「オバケのなみだ ＜Instrumental＞」                                                    |                    |                    |              | 4:48 |
| 7. | 「君がくれた夏 (Piano Version)＜Instrumental＞」                                       |                    |                    |              | 4:05 |

| #  | タイトル                                         | 作詞 | 作曲・編曲 | 時間  |
| -- | ------------------------------------------------ | ---- | ---------- | ----- |
| 1. | 「Hello To The World」(Music Video)              |      |            | 4:12  |
| 2. | 「Hello To The World」(Music Video Making Movie) |      |            | 17:48 |

| #  | タイトル                  | 作詞・作曲                       | 時間 |
| -- | ------------------------- | -------------------------------- | ---- |
| 1. | 「Just Missed The Train」 | Danielle Brisebois・Scott Cutler | 4:43 |
| 2. | 「Time After Time」       | Cyndi Lauper・Robert Hyman       | 4:45 |